# ميلر هاغينز
ميلر هاغينز (بالإنجليزية: Miller Huggins)‏ هو لاعب كرة قاعدة ومحامي أمريكي، ولد في 27 مارس 1878 في سينسيناتي في الولايات المتحدة، وتوفي في 25 سبتمبر 1929 في نيويورك في الولايات المتحدة بسبب إنتان.

## وصلات خارجية
- ميلر هاغينز على موقع دوري كرة القاعدة الرئيسي (الإنجليزية)
- ميلر هاغينز على موقعبيزبول رفرنس.كوم (الدوري الرئيسي) (الإنجليزية)
- ميلر هاغينز على موقعبيزبول رفرنس.كوم (الدوري الثانوي) (الإنجليزية)
- ميلر هاغينز على موقع إي إس بي إن.كوم (أم.أل.بي) (الإنجليزية)
- ميلر هاغينز على موقع مشجعي الرسوم البيانية (الإنجليزية)
- ميلر هاغينز على موقع قاعة مشاهير كرة القاعدة (الإنجليزية)
- ميلر هاغينز على موقع إن إن دي بي (الإنجليزية)